# جعبه (فیلم ۲۰۰۹)
جعبه (به انگلیسی: The Box) فیلمی به کارگردانی ریچارد کلی محصول سال ۲۰۰۹ آمریکا است که بازیگران اصلی آن عبارت‌اند از کامرون دیاز، جیمز مارسدن، فرانک لانگلا، جیمز ربهورن، جیلیان جیکوبز، دبورا راش ، هولمز آزبرن و سلیا وستون.